# Pamendanga matsumurae
Pamendanga matsumurae är en insektsart som först beskrevs av Frederick Arthur Godfrey Muir 1918.  Pamendanga matsumurae ingår i släktet Pamendanga och familjen Derbidae. Inga underarter finns listade i Catalogue of Life.